# 박준영 (1946년)
박준영(朴晙瑩, 1946년 10월 21일 ~ , 영암)은 대한민국의 언론인 출신 정치인이다. 중앙일보 기자 출신으로 민선 3·4·5기 제34·35·36대 전라남도지사를 지냈고, 20대 국회의원에 당선되었으나 공직선거법과 정치자금법 위반 혐의로 의원직을 상실하였다.

## 학력
- 1959년 목포북교국민학교 졸업
- 1962년 목포중학교 졸업
- 1965년 인창고등학교 졸업
- 1973년 성균관대학교 정치외교학 학사
- 1983년 오하이오 주립 대학교 대학원 신문방송학 석사
- 1987년 성균관대학교 대학원 정치학 박사

### 명예 박사 학위
- 2005년 여수대학교 명예경제학 박사
- 2006년 전남대학교 명예농학 박사
- 2009년 목포대학교 명예경영학 박사

## 경력
- 1972 ~ 1980.06: 중앙일보 사회부 기자 (5.18 광주 민주화운동 시 제작 거부로 강제 해직)
- 1987: 중앙일보 외신부 기자, 차장(복직)
- 1989: 중앙일보 뉴욕 특파원
- 1995: 중앙일보 편집국 정치2부장·부국장
- 1999: 대통령비서실 공보수석비서관 겸 대변인
- 2001: 제2대 국정홍보처 처장
- 2001: 광주민주화운동 유공자 선정
- 2003: 동국대학교 신문방송학과 겸임교수
- 2004.06 ~ 2014.06: 제34~36대 민선 3~5기 전라남도지사
- 2011.08 ~ 2012.10: 제5대 전국시도지사협의회 회장
- 2016.05 ~ 2018.02: 제20대 국회의원 (전남 영암군/무안군/신안군, 국민의당 → 무소속 → 민주평화당)
- 2016.06 ~ 2018.02: 제20대 국회 전반기 기획재정위원회 위원

## 범죄 기록

### 업무추진비 부당 사용
2010년 2월 4일 광주지방법원 형사4부(박강회 부장판사)는 공직선거법 위반으로 기소된 박준영에게 벌금 90만원을 선고했다. 박준영은 3천 800여만원 상당을 유관기관 관계자에게 격려금으로 하사하는 등 업무추진비를 부적절하게 집행한 혐의를 받았다. 재판에서 박준영은 관행적으로 사용한 것이라고 주장했으나, 재판부는 업무추진비를 이용해 선거법이 금지하도록 한 기부행위를 계속해 선거의 공정성을 해친 점 등이 인정된다고 밝혔다. 이후 검찰과 피고인 양측이 항소하지 않아 판결이 확정되었다.

### 후보자 추천 관련 금품 수수 등 범죄
2016년 3월 30일 서울특별시선거관리위원회는 신당 창당 및 20대 총선 과정에서 재력가로부터 비례대표 후보자 공천을 빌미로 금품을 수수하였다는 내용으로 박준영에 대해 검찰에 수사 의뢰하였다. 2016년 4월 15일 검찰은 금품 제공자 F○○(전 신민당 창당준비위원회 사무총장, 전 서울특별시의원)를 체포하였으며, 박준영의 선거 사무실을 압수색하였다. 4월 17일에는 체포한 금품 제공자 F○○를 구속하였고(5월 4일 구속기소,공직선거법위반 및 정치자금법위반), 4월 23일에는 회계책임자 G○○를 구속(5월 10일 구속기소, 공직선거법위반 및 정치자금법위반)하였다. 이어 2016년 5월 5일 박준영의 비서실장 H○○ 및 조직책 I○○를 구속(5월 20일 구속기소, 공직선거법위반 및 정치자금법위반)하였고, 5월 18일 박준영의 구속영장을 청구하였으나 기각되었다. 검찰은 2016년 8월 1일 구속영장을 재청구하였으나 기각되었고, 후보자 추천과 관련하여 3억 5,200여 만원을 수수한 사실 등 혐의(공직선거법위반 및 정치자금법위반)로 2016년 8월 8일 박준영을 불구속 기소하였다.
2015년 7월 박준영은 새정치민주연합을 탈당 후 2015년 9월 신민당 창당을 선언하였으나, 제20대 총선 예비후보 등록이 임박한 2015년 12월 초까지도 창당 자금 부족으로 1개의 시도당도 창당하지 못하였다. 그러자 박준영은 경기지역에서 호텔을 운영하는 재력가인 F○○가 총선 출마를 희망한다는 사실을 알고 F○○에게 접근하여, “사무총장이 되면 바쁠 거니까 비례대표 출마 쪽으로 생각해보라”며 비례대표 후보자로 추천을 언급하며 사무총장직을 맡긴 다음 창당 비용 등의 조달을 지시하였다(2015년 12월 초순). 이에 F○○는 광주시당, 전남도당 창당자금 1억원을 비롯하여, 식대, 사무실 운영비, 활동비 등 명목으로 합계 1억 5,200여 만원을 제공하였으며, 2016년 1월 중순 경 박준영은 창당준비위원회 관계자로부터 F○○이 포함된 ‘제20대 총선 출마예상자 명단’을 보고 받았다.
2016년 1월 30일 박준영은 신민당을 원외 민주당과 통합시켜 공동대표로 취임하였고, F○○도 박준영을 따라 원외 민주당에 합류하여 선거대책본부 부본부장을 맡았다. 이후 2016년 2월 하순 박준영은 제20대 총선에 출마하기로 결심하고 F○○에게 “현금으로 선거자금을 마련해 달라”고 요구하였다. 이에 여전히 비례대표 공천을 희망하던 F○○는 2016년 3월 4일, 현금 1억원을 빌려 종이쇼핑백에 담아 그날 밤 전남 무안군에 있는 박준영의 아파트를 방문했다가 나오면서 아파트 1층 현관까지 배웅나온 박준영의 처에게 해당 쇼핑백을 건네주어 박준영에게 전달하게 하였다. 또한 2016년 3월 9일 현금 1억원을 추가로 빌려 종이쇼핑백에 넣은 다음, 3월 12일 저녁 무렵 선거사무소로 찾아가 박준영에게 직접 1억원을 건네주었다.
2016년 3월 14일 박준영이 원외 민주당을 탈당한 후 국민의당에 입당하자, 3월 15일 금품 제공자 F○○도 국민의당에 입당하면서 비례대표 공천을 신청하였다. F○○는 입당 시 입회인(추천인)을 박준영으로 기재하고, 비례대표 공천신청서 접수증을 박준영의 비서실장 등을 통해 박준영에게 전달하였다.(이하 공직선거법위반 및 정치자금법위반)
검찰은 2016년 4월 15일 압수수색에서 확보한 박준영과 박준영 처의 휴대폰을 분석하는 과정에서, 박준영이 2016년 4월 13일 선거 당일 처와 함께 군의원, 도의원, 조합장, 기자, 이장, 목사, 교장 등 선거구내 영향력이 있는 사람 574명에게 선거운동 목적으로 문자메시지를 발송한 사실도 추가로 확인하였다(공직선거법위반).
또한 박준영은 선거홍보물 대금 8,000여 만원 중 4,600여 만원을 미지급하고 있다가 대금 지급을 요구받자, 2016년 6월 28일 보좌관(상황실장)인 B○○에게 지시하여 신고된 정치자금 계좌를 통하지 아니한 채 현금 2,000만원을 지급하였다(정치자금법 위반).
수사 과정에서 박준영은 금품을 수수한 적이 없다거나 선거운동원들의 범행일 뿐 자신은 상관없다며 관련성을 부인하였고, 배우자와 선거운동원 등과 모두 말을 맞추어 진술하는 등 사건의 실체에 대한 조작 왜곡을 시도하였다.
2016년 12월 29일 서울남부지방법원 형사11부(반정우 부장판사)는 검찰의 공소 사실을 전부 유죄로 인정하며 공직선거법위반 및 정치자금법위반으로 기소된 박영준에게 징역 2년 6월에 추징금 3억 1천700만원을 선고했다. 그러나 임시국회 회기 중으로 불체포특권에 따라 법정 구속하지는 않았다.
2017년 10월 27일 서울고등법원 형사6부(재판장 정선재 부장판사)는 박영준에게 1심과 같이 징역 2년 6개월을 선고했다. 그러나 국회 회기 중인 점을 감안해 법정구속 하지는 않았다.
2018년 2월 8일 대법원 형사1부(주심 김신 대법관)는 박준영에게 징역 2년 6개월과 추징금 3억1700여만원을 선고한 원심을 확정했으며, 의원직이 상실되었다.

## 상훈
- 2016 의정활동 대상(농수산식품산업발전부문)
- 2016 대한민국 의정대상(지방자치 발전, 의정활동부문)
- 2016 자랑스러운 한국인 대상(지역발전 공로부문)
- 제48회 전국여성대회 우수지방자치단체상
- 대한민국 경제리더 대상 미래경영부문
- 황조근정훈장
- 국민훈장모란장
- 이탈리아정부 수교훈장
- 프랑스정부 수교훈장

## 공약 이행
- 2013년 6월 15일: 김대중 노벨평화상 기념관 개관 보관됨 2016-08-21 - 웨이백 머신

## 저서
- 전라도사랑 (2006.03.17, 한얼미디어)
- 평화의 길 (2003.11.10, 에쎈에스 )

## 역대 선거 결과
|  | 57.60% |

|  | 67.69% |

|  | 68.30% |

|  | 41.72% |

## 소속 정당
| 소속 정당 | 소속 정당      | 소속 기간 | 비고           |
| --------- | -------------- | --------- | -------------- |
|           | 새정치국민회의 | 1998~1999 | 정계 입문      |
|           | 무소속         | 1999~2002 | 탈당           |
|           | 새천년민주당   | 2002~2005 | 복당           |
|           | 민주당         | 2005~2007 | 당명 변경      |
|           | 중도통합민주당 | 2007      | 합당           |
|           | 무소속         | 2007      | 탈당           |
|           | 대통합민주신당 | 2007~2008 | 창당           |
|           | 통합민주당     | 2008      | 합당           |
|           | 민주당         | 2008~2011 | 당명 변경      |
|           | 민주통합당     | 2011~2013 | 합당           |
|           | 민주당         | 2013~2014 | 당명 변경      |
|           | 새정치민주연합 | 2014~2015 | 합당           |
|           | 무소속         | 2015      | 탈당           |
|           | 신민당         | 2015~2016 | 창당준비위원회 |
|           | 민주당         | 2016      | 합당           |
|           | 무소속         | 2016      | 탈당           |
|           | 국민의당       | 2016~2018 | 입당           |
|           | 무소속         | 2018      | 탈당           |
|           | 민주평화당     | 2018      | 창당           |
|           | 무소속         | 2018~현재 | 탈당 정계 은퇴 |

## 같이 보기
- 전라남도지사
- 대한민국의 대통령비서실 수석비서관
- 영암군·무안군·신안군
- 영암군의 국회의원
- 무안군의 국회의원
- 신안군의 국회의원